# Pomnik Szarych Szeregów w Buku
Pomnik Szarych Szeregów w Buku – pomnik odsłonięty 1 września 1979 w Buku poświęcony członkom Szarych Szeregów.

## Krótki opis
Znajduje się przy ulicy Szarych Szeregów przed Szkołą Podstawowową im. płk. Kazimierza Zenktelera. W 2011 r. złożono w tym miejscu urnę z ziemią z obozu KL Groß-Rosen, gdzie męczeńską śmiercią zginęli Florian Marciniak i Tadeusz Wojtczak. Pierwotnie treść tablicy pamiątkowej była następująca: 
HARCERZOM SZARYCH SZEREGÓW I BOHATEROM WALK O WOLNOŚĆ

W 40. ROCZNICĘ NAPAŚCI NIEMIEC HITLEROWSKICH NA POLSKĘ

SPOŁECZEŃSTWO ZIEMI BUKOWSKIEJ.

Obecnie na pomniku znajdują się dwie tablice. Pierwsza poświęcona jest Florianowi Marciniakowi i Tadeuszowi Wojtczakowi, a druga zawiera nazwiska bukowskich harcerzy, którzy w okresie stalinowskim skazani zostali na kary długoletniego więzienia za działalność konspiracyjną i przechowywanie broni. 